# Čajka (brod)
Čajka (ukr. Чайка), poznata i kao «zaporoška čajka», je vrsta manjeg okretnog ukrajinskog broda sa jarbolom i veslima, danas u Ukrajini poznatog i kao «zaporoški čoven» (ukr. запорізький човен), kojeg su kroz povijest koristili zaporoški kozaci u borbi protiv poljskih, tatarskih i drugih osvajača Ukrajine. Način izrade broda je postao poznat širom prostora između Baltičkog i Crnog mora odnosno prostorima koje su u svojim avanturama posjećivali zaporoški kozaci između 15. i 18. stoljeća. Riječ «čajka» u prijevodu s ukrajinskog jezika označava pticu galeba.
Brod je dugačak između 15,5 i 21,5 metara, širok oko 4 do 6 metara, a dubok između 3,5 i 4 metra. Dno broda je često napravljeno od jedinstvenog dijela šireg debla, dok su njegove bočne stranice napravljene od više položenih dasaka. Kako bi se zaštitio od neprijateljskih oružanih nasrtaja ili lakog potonuća, brod i manje brodsko topovsko naoružanje je bilo dodatno zaštićeno i zamaskirano balama trstike ili sijena, inače čestog prirodnog materijala na prostoru središnje Ukrajine. Čajka je također imala dva kormila tako da ju u slučaju potrebe nije bilo potrebno okretati u drugom smjeru. 

## Zanimljivosti
Zaporoška čajka je po svojoj skladnoj građi, jednostavnosti izrade i veličini, bila vrlo kvalitetno borbeno plovilo koje se moglo provući kroz niz manjih vodenih kanala u južnoj Ukrajini i široj okolici bogatoj brzim rijekama. Zaporoška čajka u jednoj mjeri ujedno podsjeća na vikinško brodovlje iz 8. i 9. stoljeća koje je tada često plovilo središnjim ukrajinskim rijekama i Crnim morem prema Bizantu. Neki ukrajinski povjesničari dovode u vezu neke elemente načina izrade vikinškog i zaporoškog brodovlja, ali se čajka svejedno smatra ukrajinskim autohtonim proizvodom. 
Svaka zaporoška čajka je mogla ploviti sa 60 naoružanih zaporoških kozaka i bila je opremljena s 4 do 6 vojnih topova. Kompletna zaporoška flota kretala se između 30 i 80 čajki, što je bilo i više nego dovoljno da se unište ili zatoče mnogobrojne turske galije te da se zauzmu brojna bogata turska mjesta i gradovi.

## Vanjske poveznice
- Казацкая чайка «Спас» (ukr.)  Arhivirana inačica izvorne stranice od 19. rujna 2009. (Wayback Machine)
- Украина неизвестная (rus.)
- Украинские земли в начале XVII века (rus.)
- Chaika (чайка); Type of boat (eng.)